# Necro
Necro, właściwie Ron Braunstein (ur. 7 czerwca 1976 w Nowym Jorku) – amerykański raper i producent pochodzenia żydowskiego, twórca Death Rapu, mocniejszej odmiany horrorcore'u. Założyciel Psycho+Logical-Records. Słynie m.in. z kontrowersyjnych, bulwersujących i szokujących tekstów
Dorastał w Glenwood w Brooklynie. Przygodę z muzyką zaczął w wieku 10 lat, gdy zaczął grać w zespole punkrockowym. Przez pewien okres grał na gitarze w death metalowej grupie Injustice. W 2000 r. ukazał się debiutancki album Necro „I Need Drugs”. Tytułowy utwór (będący również pierwszym singlem) jest parodią utworu „I Need Love” LL Cool J'a, a teledysk został zbojkotowany przez stacje telewizyjne, ze względu na treści w nim zawarte (zażywanie narkotyków). Młodszy brat Ill Billa. Wraz z nim, Sabac Redem i DJ Eclipse tworzy grupę Secret Society. Z Sick Jackenem z Psycho Realm i DJ Muggsem z Cypress Hill tworzy grupę PCP (Psycho+Logical + Cypress Hill + Psycho Realm). Współpracował z wieloma wykonawcami, m.in. z Non Phixion, Goretex, Sabac Red, Mr. Hyde, Q-Unique, Insane Clown Posse, Raekwon, GZA, Cage.

## Kontrowersje
Necro jest znany z kontrowersyjnych tekstów na temat morderstw, gwałtów, uprzedmiatawiającego seksu, handlu ludźmi, narkotyków czy bluźnierstwa. Na podstawie tekstów z albumu The Sexorcist i teledysków utworów pochodzących z tej płyty oskarżany był o seksizm. Na jedno z takich oskarżeń odpowiedział, że rapuje o takich rzeczach, ale "nie jest Ted Bundym" i ma to ostrzec kobiety. Raper sprzedawał narkotyki w
młodości, ale twierdzi że ich nie zażywał.

## Dyskografia

### Albumy studyjne
- 1998: Cockroaches (EP)
- 2000: I Need Drugs
- 2001: Gory Days
- 2004: The Pre-Fix for Death
- 2005: The Sexorcist
- 2007: Death Rap
- 2010: DIE!
- 2012: Murder Murder Kill Kill (EP)

### Mixtape'y i kompilacje
- Street Villains Vol. 1 (2003)
- Rare Demos and Freestyles Vol. 1 (2003)
- Rare Demos and Freestyles Vol. 2 (2003)
- Rare Demos and Freestyles Vol. 3 (2003)
- Brutality part 1 (2003)
- Street Villains Vol. 2 (2005)

### Albumy Instrumentalne
- Instrumentals vol. 1 (2001)
- Gory Days instrumentals (2003)
- Brutality Part 1 Instrumentals (2005)
- The Pre-Fix for Death instrumentals (2005)

## Filmy
- 187 Reasonz Y (2000, reżyser i aktor)
- The Devil Made Me Do It (2000, reżyser i aktor)
- Sexy Sluts: Been There, Done That  (2003, reżyser)
- Triumph Of The Kill (2009, aktor)
- Personal Justice (2009, gościnny występ w czwartym odcinku pierwszej serii, jako Tim Kajcir)